# 東聯路
東聯路（とうれんろ、ドンリェンルー、Dōnɡliánlù)は中華人民共和国・遼寧省大連市にある道路の名前である。2009年9月に19億人民元を投資して開通した金州区、大連経済開発区方面から大連市街地へ向かう大連市内の快速路の1つ。沙河口駅前より東聯路高架立交橋で11.3kmの高架道路となる。